# Horánszky Adolf
Hórai és tótfalusi Horánszky Adolf Detre (Hora, 1838. május 12. – Kassa, 1902. április 8.) táblabíró.

## Élete
Szülei Horánszky Boldizsár bíró és kenderfalvi Dettrich Johanna vagy Julianna. Testvérei József (1830-1893) 1848/49-es honvédhadnagy, honvédszázados. Felesége széplaki és endrődi Endrődy Helén, gyermekei Gizella Mária Johanna (1877; Szmetana Károlyné), Adél Ilona Mária (Adolfin 1880; Ságody Otmárné), Pál (1886-1949) banktisztviselő, genealógus, tartalékos honvédszázados, Tibor, Zoltán Kálmán Oszkár (1891), László és Vilmos Artúr Adolf (1893-1915) hősi halott főhadnagy.
Iskoláit Kassán és a Lőcsei Katolikus Gimnáziumban végezte kitüntetéssel, majd jogot tanult Liptószentmiklóson és 1857-től Budapesten. Nyitrán lett ügyvéd, majd 1873-ban a liptószentmiklósi törvényszékhez nevezték ki bírónak. 1889. június 11-től fölkerült Budapestre, soron kívül előléptették és táblabíró lett a Budapesti Királyi Ítélőtáblán. 1891-től a Kassai Királyi Ítélőtábla bírója lett, s egyben az első tanácsának tagja.
Egyike volt a legutolsó úrbéri bíróknak. Nyitra vármegye tagosítását végezte és több munkája is megjelent.
Kassán nyugszik.